# Arsen Mirzojan
Arsen Romanowycz Mirzojan (ukr. Арсен Романович Мірзоян; ur. 20 maja 1978 w Zaporożu) – ukraiński piosenkarz.

## Życiorys
Urodził się i wychował w Zaporożu. W 2000 ukończył naukę na Zaporoskiej Państwowej Akademii Inżynierii. Po ukończeniu studiów pracował w przedsiębiorstwie Motor Sicz oraz w hucie Zaporiżstal.
W 1998 został członkiem rockowego zespołu Dworowych. W 2000 utracił słuch w lewym uchu, a cztery lata później również w prawym, ale dzięki zabiegowi protetyki odzyskał słuch. Występował w zespole Totem, który z czasem zmienił nazwę na Baburka; wystąpił z nim w festiwalach Pierlini sezonu (2001-2003) i Czerwona ruta. Na jednym z konkursów poznał Saszę Położinskiego, lidera zespołu Tartak, który zaoferował mu udział w swoim programie Swiża krow na kanale M-1.
W 2008 wziął udział w festiwalu Tawrijsky igry. Był też finalistą programu telewizyjnego Smiech biez prawil. W 2011 zajął czwarte miejsce w finale pierwszej edycji programu Hołos krajiny. Wkrótce wydał singiel z utworem „Nicz”, który premierowo wykonał w finale programu Hołos krajiny. Również w 2011 wydał debiutancki album studyjny pt. Hudziki.
W 2013 zaprezentował drugi album studyjny pt. Nezryczni liżka. 14 grudnia 2015 wydał płytę pt. Paperowyj snig, którą promował singlami: „Możesz jak...”, „Ispowed honszczyka” (duet z Aleksiejem Moczanowem) i „Striely”. Również 2015 wydał album pt. Nicz.
11 listopada 2016 wydał pierwszy album kompilacyjny, zatytułowany po prostu Arsen Mirzojan, na którym umieścił swoje najpopularniejsze utwory w dotychczasowym dorobku artystycznym. W 2017 wziął udział z piosenką „Geraldine” w ukraińskich eliminacjach eurowizyjnych; 4 lutego wystąpił w pierwszym półfinale selekcji i zajął siódme miejsce, przez co nie awansował do finału.

## Życie prywatne
Ma dwóch synów z pierwszego małżeństwa. Ze związku z Antoniną Matwienko ma córkę, Ninę (ur. 2016).

## Dyskografia

### Albumy studyjne
- Hudziki (2011)
- Nezryczni liżka (2013)
- Nicz (2015)
- Paperowyj snig (2015)

### Albumy kompilacyjne
- Arsen Mirzojan (2016)